# عبدالمحسن المراني
عبدالمحسن المراني  ممثل تلفزيوني ومسرحي يمني ،حاصل على بكالوريوس إعلام جامعة صنعاء ، عضو مؤسس لملتقى الفنانين والأدباء اليمنيين ، مسؤول إدارة الإعلام بملتقى الفنانين والأدباء اليمنيين – اليمن 2019 - 2021 م ، مسؤل إدارة المسرح بملتقى الفنانين والأدباء اليمنيين  2021 – 2025 ومازالت ، له العديد من الأعمال الدرامية على عدة قنوات يمنية منها قناة يمن شباب ، قناة سهيل ، اليمن الفضائية ، قناة المهرية الفضائية ، قناة السعيدة ، قناة حضرموت ، قناة الجمهورية

## أبرز أعمالي
الجمرة (مسلسل)
خروج نهائي (مسلسل)
مسلسل طريق المدينة
مسلسل الخفافيش
مسلسل يوم النور 2012
مسلسل مش معقول 2011
مسلسل أشتي أفهم 2016 
مسلسل جاء يقلي 2017 

## برامج ساخرة
برنامج هرجلة
برنامج عاكس خط
برنامج وصل صوتك
برنامج الديوان 
برنامج حكم عقلك

## مسلسلات إذاعية
مسلسل كيف الناس
مسلسل مستور وميسور
مسلسل على غيري
مسلسل بيني وبينك
مسلسل جاء يقلي